# Танец верности
«Танец верности» (кит. трад. 忠字舞, пиньинь Zhōngzì Wŭ) — ритуальный танец, символизировавший преданность танцора лидеру страны Мао Цзэдуну во время Культурной революции в Китае в 1960-х годах. Имел простые ритмичные движения с протягиванием рук от сердца к портрету лидера и сжиманием кулаков, часто с музыкальным сопровождением. Танец широко распространился по стране, его исполняли в школах, на предприятиях, на улицах, в поездах и самолётах.
В то время по всему Китаю разошлась, как чума, специфическая болезнь: весь народ, от мала до велика, от самых низов до самых верхов, не только участвовал в утренних и вечерних церемониях верности Председателю Мао, но и отплясывал каждый день «танцы верности Председателю Мао». Враги не имели права участвовать в подобных революционных актах. Стою я перед работой у окна на шестом этаже, смотрю вниз, где собралась толпа, и вдруг вижу, как эта черная масса задвигалась, все быстрее и быстрее. Это было страшное зрелище: дикий танец безумных людей, в котором участвовали и дети из детского сада, и рабочие, приехавшие руководить политическим движением, и старавшаяся доказать свою революционность интеллигенция. Такое безумие продолжалось несколько месяцев.

## Исторический фон
В ходе борьбы партийных группировок Мао Цзэдун направил против политических противников в лице партийной бюрократии молодёжные отряды хунвейбинов (студентов и школьников) и цзаофаней (молодых рабочих). Хунвейбины и цзаофани физически преследовали неугодных, они развили культ личности Мао до гротескных масштабов. После выхода движения из-под контроля (когда молодёжные группировки начали сражаться между собой) Мао Цзэдун ударил по ним армией и сослал миллионы хунвейбинов в сельскую местность. Позднее компартия КНР официально называла этот период временем смуты.

## Распространение
Танец получил широкое распространение в Китае, он был популярен среди студентов, рабочих и крестьян. Однако в среде интеллигенции многим он не нравился, его считали нелепым. Один из очевидцев вспоминал, что в гостинице ему предложили станцевать вместе с другими постояльцами. Когда он отказался, его обвинили в неуважении к Мао, и под давлением он присоединился к танцующим. Отказаться от участия в танце означало навлечь на себя подозрение в нелояльности. Молодые женщины охотнее танцевали, для многих из них это было развлечением.
Иногда страсть к танцу принимала абсурдную форму. Очевидцы рассказывали, что в Сиане тысячи рабочих прошли по улице с танцем верности, двигаясь за грузовиком с портретом Мао, откуда звучали песни. При этом танцоры держались серьёзно, а люди на тротуарах смотрели на них с уважением. Один из партийных функционеров после возвращения из Пекина по дороге из аэропорта всё время пел песни и танцевал; продавец в магазине собрал всех покупателей для танца.